# K級軟式飛行船
|          |                                                                   |
| 艦歴     |                                                                   |
| 発注     | グッドイヤー                                                      |
| 起工     |                                                                   |
| 進水     | 1938年12月6日                                                     |
| 就役     |                                                                   |
| 退役     | 1959年3月                                                         |
| その後   |                                                                   |
| 性能諸元 |                                                                   |
| 重量     | t                                                                 |
| 体積     | 12,043 m3                                                         |
| 全長     | 76.73 m                                                           |
| 直径     | 17.63 m                                                           |
| 全高     | m                                                                 |
| 機関     | プラット・アンド・ホイットニー R-1340-AN-2 星型複列、425馬力、2基 |
| 速度     | 巡航速度：93 km/h 最大速度：125 km/h                              |
| 航続距離 | 3,537 km                                                          |
| 乗員     | 9から10名                                                         |
| 兵装     | M2 12.7mm機関銃 1挺 マーク47爆雷（159kg） 4発                     |
| 航空機   |                                                                   |

K級軟式飛行船（Kきゅうなんしきひこうせん、K class blimp）とはアメリカ海軍が哨戒用に使用した軟式飛行船である。

## 概要
K級軟式飛行船は第二次世界大戦の前には多数が建造されて警備網と対潜水艦戦の備えを構成しており、アメリカ海軍は大西洋と太平洋および地中海域の広い範囲で本級を対潜任務（ASW）に投入した。この軟式飛行船は昼中間飛行のみならず充実した無線設備と補助装置により夜間飛行が可能だった。飛行船ゆえの長時間滞空能力を持ち、滞空可能時間は最大で38時間12分に及ぶ。
134隻が建造され、製造はオハイオ州アクロンに所在したグッドイヤー航空会社による。
軟式飛行船としては標準的な構成で、船体下部に長さ12.19mの船室を設けており、すべての装備は船室に収容された。144kmの捜索範囲を持つASGタイプのレーダーを装備しており、またソノブイと磁気探知機（MAD）を装備した。武装としてMk-47爆雷4発を装備した。2発は爆弾倉、2発は外部に搭載し、備砲としてブローニング M2 12.7mm 機関銃 1基を船室前部上方に装備した。船室側面左右のアウトリガーには推進用に3翅のプロペラとそれを駆動する空冷エンジン（プラット・アンド・ホイットニー R-1340-AN-2(425馬力）を備えていた。
通常、10名の搭乗員で運用され、乗員は機長、副操縦士2名、航法士兼操縦士、機上整備員、兵装操作要員、機関員2名、無線手2名で構成された。
K級飛行船の用いる係留施設は12.8m高の三角形状のマストだった。これはトラクターで牽引できた。前進基地では係留マストの移動の必要はなかったため、固定式の係留柱が用いられた。飛行船を着地させ、マストに係留するには多数の地上要員が必要だった。

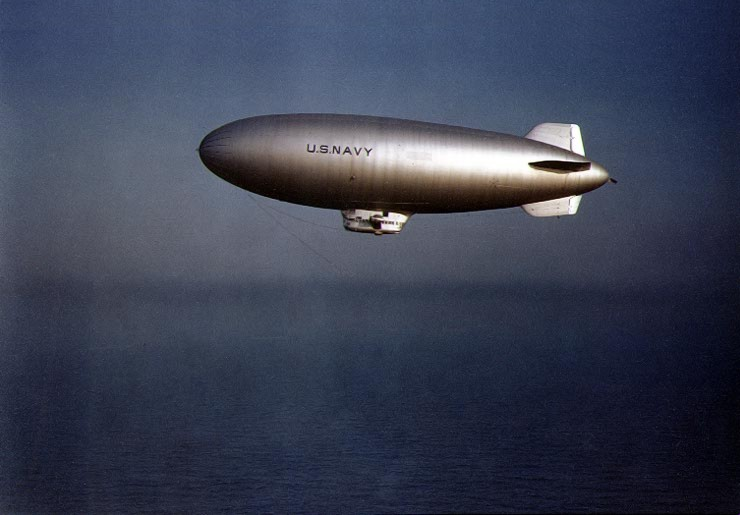
1940年代に撮影されたK級飛行船
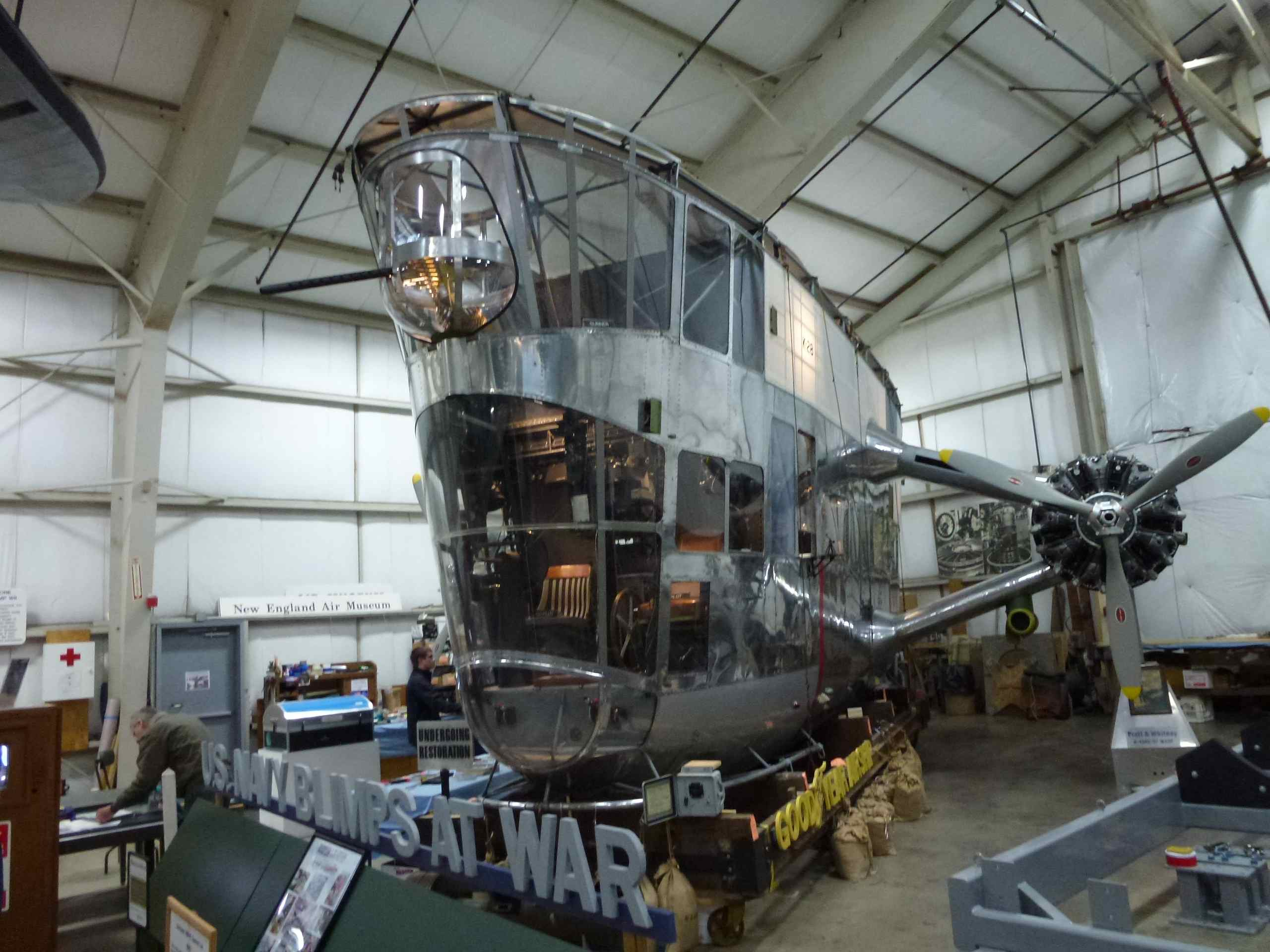
保存されている「K-28」のゴンドラ部（前方より）
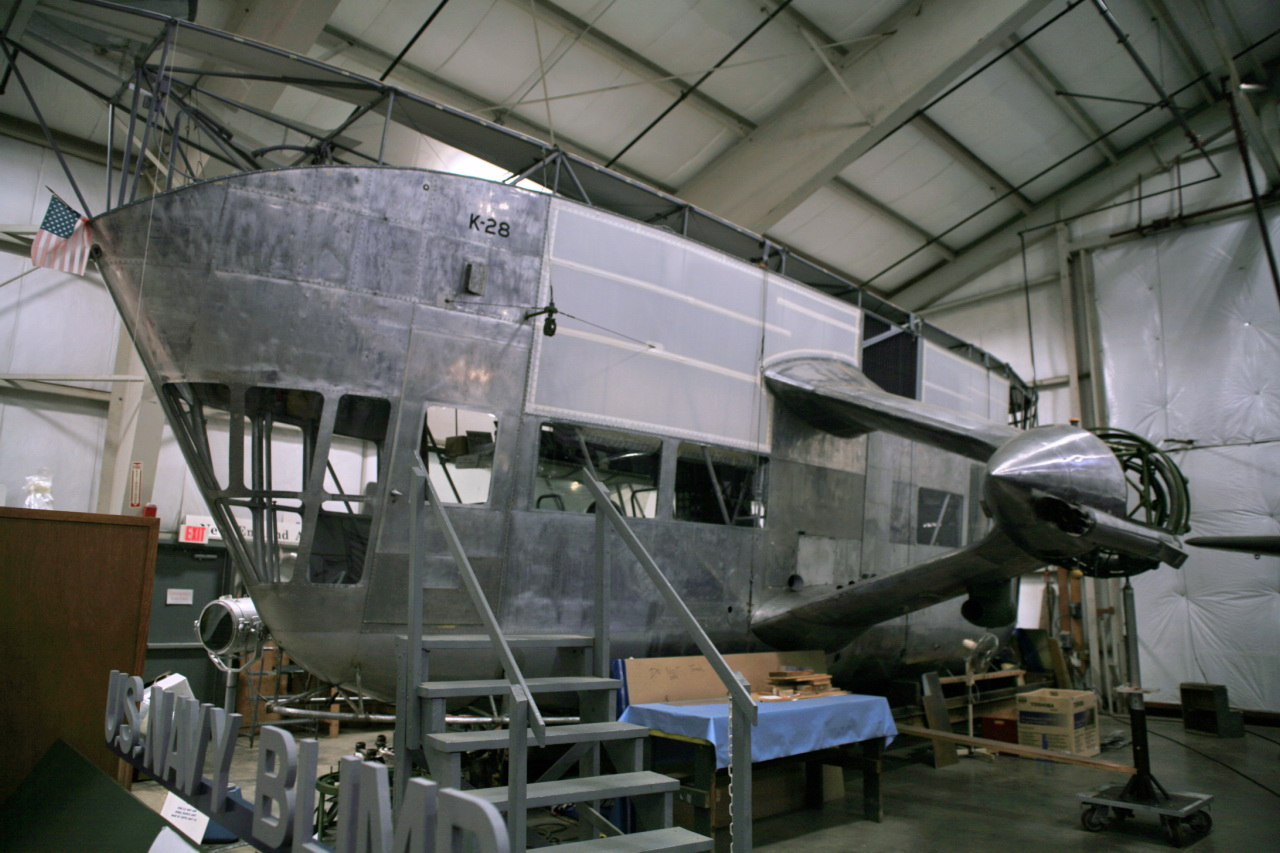
「K-28」のゴンドラ部（後方より）
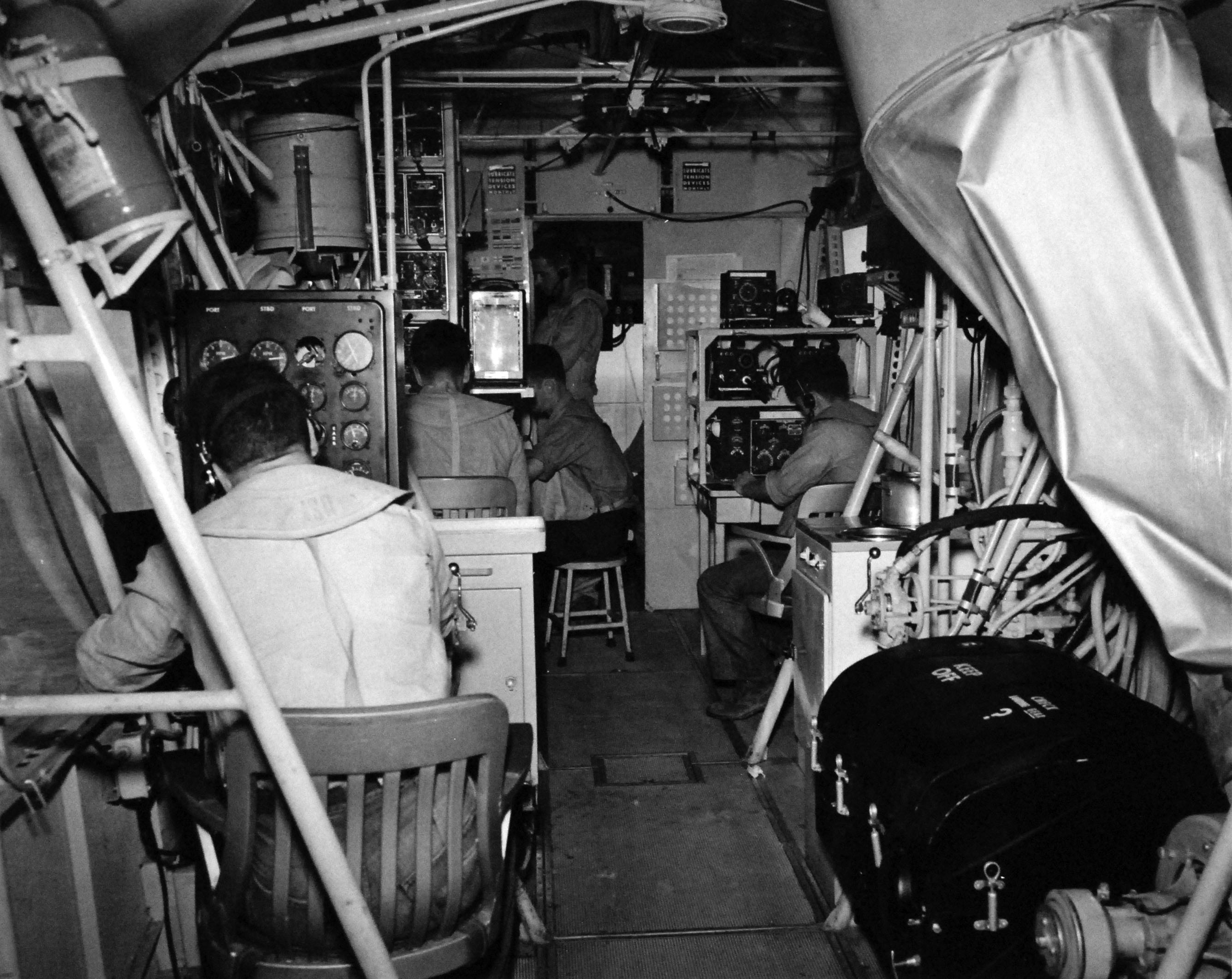
船室内部（K-84のもの） （1943年10月撮影）
係留マストに係留されているK級飛行船

## 開発
K級軟式飛行船の設計はアメリカの大不況による緊縮期に計画された。1937年、K-2飛行船がグッドイヤー社に発注された。これはL-1飛行船を購入する契約の一部であった。L級軟式飛行船はグッドイヤー社の生産する標準的な広告用・旅客用の飛行船で、K-2は将来、K級軟式飛行船を購入するにあたっての試作機であった。1938年12月6日、K-2はオハイオ州アクロンで初飛行し、12月16日にはニュージャージー州のレイクハースト海軍航空基地に配備された。K-2の船体が持つ容量は11,440m3であり、その時点でアメリカ海軍の保有するどの軟式飛行船よりも巨大だった。K-2は試作艦として広範に飛行し、何であれ任務が要求する新型の装備や、技術、性能の実証試験を繰り返した。第二次大戦中には任務に哨戒を加えた。
1940年10月24日、アメリカ海軍はグッドイヤー社に6隻の飛行船（K-3飛行船からK-8飛行船）製造の契約を与えた。これらは「グッドイヤー ZNP-K」と呼称が指定されていた。これらの軟式飛行船は哨戒と護衛用途に設計されており、1941年後半から1942年前半にかけて海軍へ届けられた。K-3からK-8まではK-2の設計に小規模な変更が加えられたのみであり、大きな修正点はエンジンをプラット・アンド・ホイットニー R-1340-16sからライト R-975-28sに変更したことである。ライト製のエンジンとプロペラの構成は極端な騒音を生じ、後のK級軟式飛行船ではプラット・アンド・ホイットニーのエンジンに再換装された。
この後にも、一連のK級軟式飛行船の発注が続いた。1942年10月14日にK-9からK-30までの21隻の飛行船の生産が追加された。1943年1月9日にはさらに21隻が追加され、K-31からK-50となった。K-9からK-13の船体の容量は11,780m3に増量され、その後さらに配備された飛行船は12,035m3の船体を用いた。K級軟式飛行船の最後の契約は1943年中ごろに与えられ、89隻が発注された。この契約からは後に4隻がキャンセルされた。残りの配備された飛行船は呼称をK-51からK-136まで割り当てられた。ただし、K-136に指定された操縦用の船室は火事で船室を焼失したK-113に転用された。

## 戦歴
K級軟式飛行船の発揮した滞空能力と低空作戦能力、低速力は、多数の敵潜を探知し、また同様に捜索救難任務を助ける結果となった。K級軟式飛行船には24時間を超える滞空能力があり、これはASW戦術を用いる上で重要な要素だった。
1944年6月1日、ZP-14軟式飛行船中隊所属の2隻の飛行船が、軟式飛行船としては初の大西洋横断飛行に成功した。1944年5月28日、K-123とK-130はサウスウェイマス海軍航空基地を出発し、16時間かけてニューファンドランド島のアージェンティア海軍航空基地まで飛行した。アージェンティア基地からほぼ22時間かけ、飛行船はアゾレス諸島にあるテルセイラ島のレジェンスフィールドへ飛行した。初めての大西洋横断飛行の最終段階は、アゾレス諸島から仏領モロッコのケニトラにあるクロウフィールドまでの20時間の飛行だった。
K級軟式飛行船の最初のペアの後に続いて、1944年6月11日と27日にK-109とK-134、およびK-112とK-101がそれぞれサウスウェイマスを出発した。これらの6隻の軟式飛行船は当初、ジブラルタル海峡の周囲で夜間対潜作戦を実施した。これは比較的浅深度の海中にいるUボートを見つけるため、MADを使用して日中の哨戒飛行を行っていたFAW-15（フリート・エアー・ウィング、艦隊航空隊）の航空機（PBYsとB-24）を補完したものである。
この後、ZP-14に所属するK級軟式飛行船は、主要な地中海の港の、機雷の捜索と掃海、さらに様々な護衛任務を実施した。この護衛の中には、1945年前半に、フランクリン・ルーズベルトと、ウィンストン・チャーチルをヤルタ会談へ送った船団の護衛も含まれていた。
1945年4月の後期、ZP-14軟式飛行船中隊を代替するため、K-89とK-114はノースカロライナにあるウィークスビル海軍航空基地を出発し、バミューダ海軍航空基地、アゾレス諸島、ケニトラを回る南大西洋航路を飛行して5月1日に到着した。
戦争中の1943年7月8日、K-74はフロリダ海峡でドイツ軍潜水艦U-134をレーダーで発見し、交戦となった。爆弾の投下を試みるも、投下に失敗し、逆に高射砲による攻撃を受けた。機銃による反撃を試みたが、撃墜された。脱出した搭乗員は8時間の漂流ののち救出されたが、この間に鮫に襲われた機関士1名が行方不明となった。この一隻が大戦中のアメリカ海軍飛行船部隊の全てにおける、戦闘行為で喪失した唯一の飛行船であり、行方不明となった機関士が戦闘行為での唯一の死亡者（行方不明者）である。
最後のK級軟式飛行船、ZSG-4とK-43は1959年3月に退役した。
気嚢部分も含めた全体として現存しているものはないが、K-28とK-47の飛行船操縦室（ゴンドラ）は、それぞれフロリダ州ペンサコラの国立海軍航空博物館とコネチカット州ウィンザーロックスに所在するニューイングランド航空博物館で展示されている。

## 派生型
第二次世界大戦後、一連の改修されたK級軟式飛行船が艦隊に追加された。これらの改修された軟式飛行船はZP2K、ZP3K、ZP4KおよびZP5Kと呼ばれた。
- ZP2KとZP3Kは、より大きな船体（14,923m3に増量した容量を持つ）を用いた。1954年、飛行船の呼称が変更され、これらの軟式飛行船はZSG-2とZSG-3となった。Sの類別は飛行船の担当する任務が対潜水艦戦であることを示す。
- ZP4Kは、1953年に配備された。この飛行船は船体に14,923m3の容量を持ち、全長81.08mに達した。1954年にこれはZSG-4に改設計された。

## 飛行船の呼称
K級軟式飛行船の就役期間中、アメリカ海軍は、3つの異なる呼称システムを用いた。1922年から第二次世界大戦を通じ、アメリカ海軍は4文字の呼称を用いた。
K級軟式飛行船はZNP-Kと呼称された。これは「Z」が空気より軽量であることを意味し、「N」は、軟式飛行船を意味した。「P」は、パトロール用途を意味した。「K」は飛行船のタイプまたはクラスを意味した。
1947年4月、アメリカ海軍の委員会は、飛行船のための呼称システムを改正した。硬式飛行船のコードの廃止にともない、ノン・リギッド（non-rigid・「硬い」構造がない）を意味するNも意味を失い、2文字目が削除された。K級軟式飛行船の呼称はZPKとされた。
1954年4月には、空気より比重の重い、いわゆる重航空機のための呼称システムに合わせ、空気より軽い飛行船のための指定システムはさらに修正された。
この時までにはZPK軟式飛行船は軍務から外されており、K級軟式飛行船の後期型だけが軍務についていた。1954年の呼称体系ではZP2K軟式飛行船がZSG-2となり、ZP3KはZSG-3へ、ZP4KはZSG-4へ、ZP5KはZS2G-1に変更された。新しい呼称システムでは、「Z」が空気より軽量であることを意味し、「S」は対潜任務を意味した。数字はモデルにあたり、「G」はメーカーを指していた。末尾の数字は、タイプ/モデルの範囲内で、機体がシリーズの何番目にあたるかを意味した。